# Тарб-1
Тарб-1 (фр. Tarbes-1, окс. Tarba-1) — кантон во Франции, находится в регионе Юг — Пиренеи. Департамент кантона — Верхние Пиренеи. Входит в состав округа Тарб.
Общее население кантона на 2007 год составляло 8 174 человека.
Код INSEE кантона 6528. В состав кантона входит 1 коммуна.